# Warszawskie Kuranty
Warszawskie Kuranty – polski zespół bigbitowy, działający w drugiej połowie lat 60. XX wieku w Domu Kultury przy Zakładach Wytwórczych Lamp Elektrycznych im. Róży Luksemburg w Warszawie. Istniał w latach 1965-1969 i w 1970 pod nazwą Nowe Warszawskie Kuranty.

## Historia
Zespół powstał pod koniec 1965 roku z inicjatywy Zbigniewa Koryckiego, jego późniejszego menedżera. Liderem grupy został Janusz Kruk (śpiew, gitara), ponadto w jej skład wchodzili: Cezary Szlązak, Tadeusz Ptaszyńki, Jerzy Kruk (brat Janusza), Andrzej Dec i wokaliści: Danuta Rosołowska (obecnie Stachyra) i Jerzy Popis. Wiosną 1966 roku w składzie formacji pojawił się Piotr Miks, a miejsce Deca zajął Marek Szczygieł. Sygnałem Warszawskich Kurantów podczas koncertów był fragment Arii z kurantem z opery Stanisława Moniuszki Straszny dwór. Grupa wykonywała przeboje popularnych wykonawców brytyjskich: The Beatles, The Animals, The Rolling Stones, niekiedy amerykańskich, np. Otisa Reddinga. Latem 1966 r. nagrała w Polskim Radiu kilka autorskich kompozycji Kruka na potrzeby audycji radiowej Kolorowy mikrofon. Z końcem roku Miks rozstał się z zespołem. W 1967 roku Warszawskie Kuranty zwyciężyły w kategorii zespołów big beatowych na Ogólnopolskim Konkursie Zespołów Muzycznych CRZZ w Polanicy-Zdroju, czego rezultatem było zaproszenie zespołu na V Krajowy Festiwal Piosenki Polskiej w Opolu (koncert Mikrofon dla wszystkich). Tego samego roku do grupy dołączyli Waldemar Kocoń i Elżbieta Dmoch, ponadto zespół dokonał kolejnych nagrań radiowych w Programie III Polskiego Radia, eksponując w nich swoich solistów: E. Dmoch (Lipcowy list), D. Rosołowską (Gwiazda), W. Koconia (Srebrny wiatr), a także lidera (W ciemności); wyróżniał się instrumentalny Werset Istambułu. W 1968 roku, na Światowym Festiwalu Młodzieży i Studentów w Sofii, z utworem Daleko do ciebie zaśpiewanym przez Anitę Sanders (Hannę Zyśk, później Frieske), grupa zajęła 2. miejsce w konkursie muzyki rozrywkowej (piosenkę tę nagrała później dla Radiowego Studia Piosenki Maryla Rodowicz). W 1969 roku Warszawskie Kuranty współpracowały z Krzysztofem Knittlem przy realizacji opery rockowej Wilkołak. Podczas eliminacji do II Młodzieżowego Festiwalu Muzycznego (1969), obok E. Dmoch i braci Kruków, w składzie formacji występowali: Jerzy Gawrych, Andrzej Bigolas, Roman Misiurowski i Andrzej Wójcik. Zespół dotarł do finału imprezy, lecz nie odniósł sukcesu. W czerwcu 1969 r. Warszawskie Kuranty wizięły jeszcze udział w koncercie Popołudnie z Młodością (jako grupa akompaniująca debiutantom), który odbył się w ramach VII KFPP w Opolu, zaś w sierpniu grupa została rozwiązana. Latem 1970 roku Kruk reaktywował zespół pod nazwą Nowe Warszawskie Kuranty, w założeniu miała być to supergrupa złożona z najlepszych instrumentalistów wywodzących się z: Pesymistów, Grupy X, Kwadratów i Big Bandu Stodoła. Brak instrumentu klawiszowego miał stanowić wyróżnik jej brzmienia. Nowym wcieleniem formacji interesował się Michał Urbaniak, który nie szczędził muzykom komplementów. Przez trzy miesiące grupa przygotowywała program estradowy, w międzyczasie topniejąc do kwartetu, lecz nie udało jej się wystąpić publicznie. Przez cały okres swojej kariery zespołowi nie udało się też nagrać płyty długogrającej. Janusz Kruk i Elżbieta Dmoch kontynuowali współpracę i w 1971 roku założyli zespół 2 plus 1 z którym przez kilka lat współpracował także perkusista A. Wójcik. 24 maja 1996 roku reaktywowane Warszawskie Kuranty wystąpiły w klubie Stodoła podczas koncertu, zatytułowanego Warszawski rock and roll lat 60. Z brzytwą na poziomki (został udokumentowany na płycie, pt. Warszawski Rock & Roll. Live in Concert), a następnie w Centrum Łowicka (1997) i w Sali Kongresowej (1999). W 2009 roku piosenka Warszawskich Kurantów, pt. Gwiazdy trafiła na kompilację Warszawski rock and roll lat 60.. Utwory instrumentalne grupy: Werset Istambułu i Improwizacja były emitowane w kąciku "Ze szpulowca bigbitowca" w ramach audycji Wojciecha Manna "Piosenki bez granic" (Polskie Radio Program III).
Pierwszą nazwą, pod którą formacja występowała, byli „Luksemburczycy”, lecz patron zespołu (Zakłady Wytwórcze Lamp Elektrycznych im. Róży Luksemburg) oraz komunistyczni decydenci kazali ją zmienić ze względu na skojarzenia z Radiem Luxembourg.
W archiwum P. R. Opole odnaleziono piosenkę Tak dobrze było nam, którą zespół wykonał na festiwalu opolskim w 1967 roku. Wyemitowaną ją w styczniu 2020 roku w kąciku muzycznym "Ze szpulowca bigbitowca".

## Członkowie zespołu
- Janusz Kruk – śpiew, gitara (1965–1969, 1970)
- Jerzy Kruk – gitara basowa, śpiew (1965–1969)
- Tadeusz Ptaszyński – gitara, śpiew (1965–1966)
- Cezary Szlązak – saksofon, organy, śpiew (1965–1968[7])
- Andrzej Dec – perkusja (1965–1966)
- Jerzy Popis – śpiew (1965–1966)
- Danuta Rosołowska – śpiew (1965–?)
- Marek Szczygieł – perkusja (1966–1969) – zmarł 27 lutego 2019 roku w Warszawie
- Piotr Miks – śpiew (1966)
- Waldemar Kocoń – śpiew (1967–?)
- Elżbieta Dmoch – śpiew (1967–1969)
- Anita Sanders (Hanna Zyśk)- śpiew 1968
- Ryszard Kubat – perkusja (?-?)[5]
- Jerzy Gawrych – organy (?–1969)
- Andrzej Bigolas – saksofon (?–1969)
- Roman Misiurowski – saksofon (?–1969)
- Andrzej Wójcik – perkusja (?–1969)

## Dyskografia

### Kompilacje
- 2009: Warszawski Rock and Roll lat 60. (CD, Muza PNCD 1262; LP Muza SX-4009)[3]

### Nagrania radiowe
- 1966: Majowa podróż (voc. D. Rosołowska), Gwiezdna podróż (voc. P. Miks), Zawsze tę nadzieję mam (voc. P. Miks);
- 1967: Gwiazdy (voc. D. Rosołowska), Lipcowy list (voc. E. Dmoch), Srebrny wiatr (voc. W. Kocoń), W ciemności (voc. J. Kruk), Werset Istambułu (instr.)